# Национални историјски парк културе Чако
Национални историјски парк културе Чако (енгл. Chaco Culture National Historical Park) је национални историјски парк који садржи најгушћу концентрацију древних пуеблоса на југозападу САД-a. Парк је смештен на северозападу државе Нови Мексико, између градова Албукерки и Фармингтон, у забаченом кањону који пресеца Чако Вош. У њему се налази највећа количина древних рушевина северно од Мексика, те представља једно од најважнијих предколумбовских локалитета у САД. Чако кањон је између 900. и 1150. године било важно средиште културе древних Пуебло народа.
Чакоанци су вадили блокове пешчара и довлачили дрвену грађу са великих удаљености, конструишући петнаест великих комплекса који су остали највеће зграде икада изграђене у Северној Америци до 19. века. Предложени су докази постојања археоастрономије у Чакоу, а популаран пример је петроглиф „Сунчев бодеж“ на Фахада Бјуту. Сматра се да су многе чакоанске грађевине биле поређане тако да би пратили соларни и лунарни циклуси, што је захтевало генерације астрономских посматрања и векове вешто координисане изградње. Сматра се да су климатске промене довеле до емиграције Чакоанаца и коначног напуштања кањона, почевши од педесетогодишње суше која је почела 1130. године.
Ова локација Унескове светске баштине се налази у сушном и ретко насељеном региону Четири угла. Парк културе Чако је осетљив на промене, те је забринутост због ерозије коју изазивају туристи довела је до затварања Фахад Бјута за јавност. Народи Хопи и Пуебло сматрају ове локације светим домовинама предака, и они одржавају усмена предања о својој историјској миграцији из Чакоа и њиховом духовном односу са земљом. Иако напори за очување парка могу бити у сукобу са урођеничким верским уверењима, представници племена блиско сарађују са Службом националних паркова како би поделили своје знање и поштовали наслеђе чакоанске културе.
Парк се налази на сликовитим стазама древних људи, једној од означених сликовитих странпутица Новог Мексика.

## Географија
Кањон Чако лежи у басену Сан Хуана, на врху огромне висоравни Колорадо, окружен планинама Чуска на западу, Сан Хуан на северу и ланцем Сан Педро на истоку. Древни Чакоанци су користили густе шуме храста, пињона, западног жутог бора и клеке да би добили дрвену грађу и друге ресурсе. Сам кањон, који се налази унутар низија окружених пољима дина, гребена и планина, смештен је дуж осе у приближном правцу од северозапада према југоистоку и окружен је равним масивима познатим као месе. Велики размаци између југозападних литица — бочних кањона познатих као ринкони — били су критични у усмеравању олуја које носе кишу у кањон и повећању локалног нивоа падавина. Главни комплекси Чакоа, као што су Пуебло Бонито, Нуево Алто и Кин Клецо, на надморској су висини од 6.200—6.440 ft (1.890—1.960 m).
Дно алувијалног кањона спушта се наниже ка северозападу са благим нагибом од 30 ft/mi (6 m/km); он је преполовљен са Чако Вашом, потоком који ретко носи воду. Главни издани кањона били су превише дубоки да би били од користи древним Чакоанима: само неколико мањих и плићих извора им је омогућавало опстанак.

## Геологија
Након што се Пангејски суперконтинент распао током периода креде, регион је постао део прелазне зоне између плитког унутрашњег мора — Западног унутрашњег морског пута — и појаса равница и ниских брда на западу. Пешчана и мочварна обала осцилирала је на истоку и западу, наизменично потапајући и откривајући област на врху садашње висоравни Колорадо коју сада заузима кањон Чако.
Река Чако Вош је текла преко горњих слојева данашње Чакра Месе од 400 ft (120 m), усецајући је и ископавајући широки кањон током милиона година. Меса обухвата формације пешчара и шкриљаца које датирају из касне креде, које припадају групи Месаверде. Подножје кањона је додатно еродирано, разоткривајући стене Менефи формације; ово је касније затрпано испод отприлике 125 ft (38 m) седимента. Кањон и меса леже унутар „Језгра Чако“ — које се разликује од шире висоравни Чако, равног подручја травњака са ретким присуством стабала. Како је континентално развође удаљено само 15,5 mi (25 km) источно од кањона, геолошке карактеристике и различити обрасци дренаже разликују ова два региона како један од другог тако и од оближње Чако падине, падине Гобернадор и долине Чуска.

## Клима
Као сушно подручје високе пустињске шикаре и степе, кањон и шири басен у просеку имају 8 in (200 mm) падавина годишње; парк у просеку добија 9,1 in (230 mm). Кањон Чако лежи на заветринској страни обимних планинских венаца на југу и западу, што резултира ефектом кишне сенке који подстиче преовлађујући недостатак влаге у региону. Регион има четири различита годишња доба. Падавине су највероватније између јула и септембра, док су мај и јун најсушнији месеци. Орографске падавине, које су резултат влаге из олујних система који се пењу на планинске ланце око кањона Чако, одговорне су за већину летњих и зимских падавина, а падавине се повећавају са већом надморском висином.
Чако подноси изузетне климатске екстреме: температуре се крећу између −39 до 39 °C (−38 до 102 °F), и може да се осцилује 33 °C (60 °F) у једном дану. Регион у просеку има мање од 150 дана без мраза годишње, а локална клима се мења од година обилних падавина до дуготрајне суше. Велики утицај јужне осцилације Ел Ниња доприноси променљивој клими кањона.